# Jeseter amurský
Jeseter amurský (Acipenser schrenckii) je kriticky ohrožený druh ryby z čeledi jeseterovití.

## Výskyt
Žije v řece Amur v Číně a Rusku. Objevily se taktéž nepotvrzené zprávy o výskytu této ryby v Japonském moři.

## Popis
Jeseter amurský dosahuje průměrné délky těla 100 až 150 cm a maximálně tří metrů a hmotnosti až 190 kg.
Hlava má na horní straně podélnou prohlubeň, na spodní straně špičatého rypce, umístěné až před ústy s rozděleným spodním rtem, jsou dva páry vousků. 
Na těle má pět řad kostěných štítků, kůže mezi nimi je drsná. Nejvyšší bod hřbetu je na prvním z 11 až 17 hřbetních štítků. Boční řady mají 32 až 47 štítků, břišní řady 7 až 9 štítků. Hřbetní ploutev má 38 až 53, řitní ploutev 20 až 32 měkkých paprsků. Za hřbetní a řitní ploutví je 6 až 8 štítků.
Vyskytuje se ve dvou barevných variantách. Běžnější šedá forma se vyskytuje od pramenů řeky Amur až po její ústí, ale ne ve slané vodě. Vzácnější hnědá forma obývá střední a dolní tok Amuru.

## Potrava
Jeseter amurský se živí drobnými živočichy žijícími u dna, jako jsou měkkýši a larvy ryb.

## Růst a rozmnožování
Samice dosahují pohlavní dospělosti v 9–10 letech, samci v 7–8 letech, v té době dosahují asi 1 m délky. Rozmnožování probíhá přinejmenším každé čtyři roky (doloženo pro šedou formu). Obě barevné formy vyhledávají od podzimu místa tření, přičemž jikry samice kladou na štěrk v hlavním říčním korytě od května do července. Nejvyšší doložený věk je 65 let.